# Raoul Follereau
Raoul Follereau (Nevers, 17 de agosto de 1903 — Paris, 6 de dezembro de 1977) foi um escritor, jornalista e filantropo francês, conhecido por ter fundado uma associação de luta contra a lepra.
Fundou juntamente com a irmã Eugénia a Associação Raoul Follereau  que ajuda e defende os leprosos desde 1967, em particular nos países de África.
Raoul Follereau nasceu a 17 de agosto de 1903 em Nevers, França, numa família de industriais. Foi jornalista e poeta, ativista anti-nazi e defensor de uma França livre. 
Viu-se perseguido como outros pela polícia militar nazi. A sua vida mudou em 1936, quando se cruzou com leprosos pela primeira vez, durante um safari em África.
Pouco depois surgiu a Segunda Guerra Mundial, e para ajudar os leprosos escondeu-se num convento de religiosas em Lyon, onde a sua profissão era jardineiro, embora não soubesse nada de jardinagem.
Decidiu correr mundo a fazer conferências acerca da lepra, e em 1953, foi fundada uma cidade, chamada Adzopé, onde os leprosos eram tratados e curados.
Quando ele se aproximava dos leprosos, eles de início ficavam desconfiados, mas depois viam que ele queria mesmo ajudá-los e lhe chamavam de Pai Raoul. Uma frase que Follereau tinha era: "Ser feliz é fazer os outros felizes".

## Morte
Morreu em Paris em 6 de dezembro de 1977.